# Illenau
Die Illenau ist ein markantes Gebäude in Achern in Baden. Es war ursprünglich als Heil- und Pflegeanstalt konzipiert und wurde 1842 erbaut. Initiator dieser, so hießen sie damals, Irrenanstalt (heute wäre es eine psychiatrische Klinik oder Pflegeeinrichtung) war der badische Arzt Christian Friedrich Wilhelm Roller. Die staatliche Anstalt war bis 1940 in Betrieb und wurde dann von den Nationalsozialisten im Rahmen der Krankenmord-Aktion T4 aufgelöst und als Reichsschule für Volksdeutsche verwendet. Nach dem Zweiten Weltkrieg war die Anlage bis 1994 eine Kaserne für die französischen Streitkräfte. Nach einigen Umbaumaßnahmen nutzt die Stadt Achern seither die Gebäude als Rathaus.

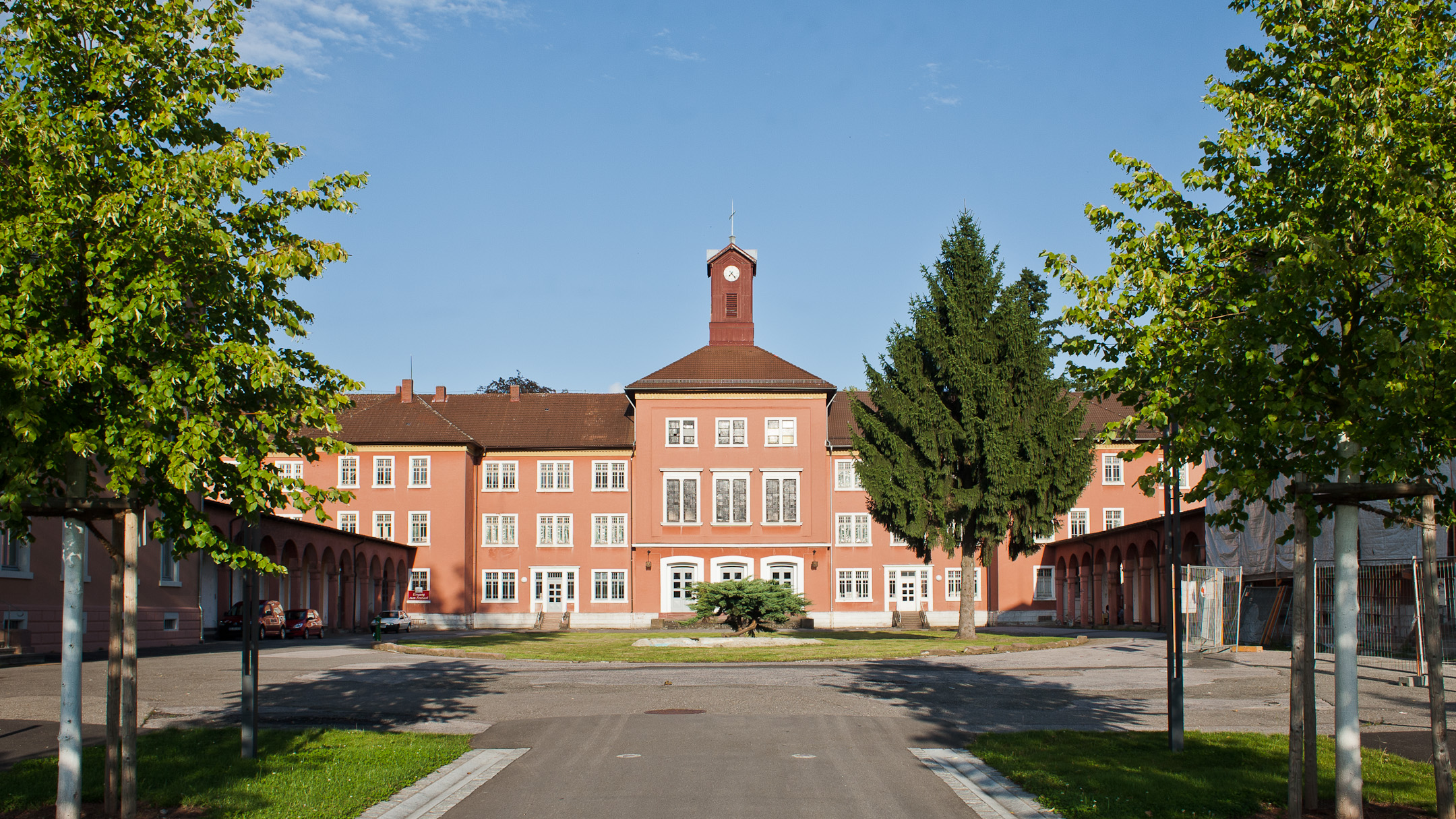
Hauptgebäude (2011)

## Gründung

### Das Buch „Die Irrenanstalt in all ihren Beziehungen“
Christian Friedrich Wilhelm Roller verfasste, beeindruckt durch die mangelhafte Unterbringung in den vorhandenen Irrenanstalten, nach Studien ausländischer Fachliteratur und einer Studienreise zu europäischen Anstalten, ein Buch über seine Vorstellungen einer Muster-Irrenanstalt mit dem Titel Die Irrenanstalt in all ihren Beziehungen. Die Arbeit erschien 1831, ein Jahr nach der Thronbesteigung von Großherzog Leopold von Baden, der den Gedanken Rollers sehr aufgeschlossen gegenüberstand.

### Auswahl des Ortes
Im Land Baden wurde nach einem geeigneten Gelände für eine neue Landesirrenanstalt gesucht. Nach langem Suchen fand man bei Ottersweier und bei Heitersheim in der Nähe von Freiburg im Breisgau zwei mögliche Standorte. Doch sowohl das Hubbad in Ottersweier, 1811/1812 von Badens klassizistischen Architekten Friedrich Weinbrenner umgebaut, als auch das leer stehende Schloss der Malteserritter in Heitersheim wiesen gewisse Mängel auf. Da bot die Stadt Achern dem Ministerium des Innern ein großes Gelände am Rande der Stadt zum Verkauf an. Nach eingehender Besichtigung waren alle Zweifel beseitigt. Die Wahl stand fest, das Gelände in Achern bot alles, was man fordern und wünschen konnte.

### Entscheidung für einen Neubau
Roller konnte hier seinen Traum einer modernen Heilanstalt verwirklichen. Es sollte auch die Zeit vorbei sein, in der man Geisteskranke als vom Teufel Besessene ansah und im Irrsinn keine Krankheit, sondern eine Strafe Gottes zu erkennen glaubte. Vorbei die Zeit der dunklen Verliese, der Ketten, der Prügel und der gesellschaftlichen Stigmatisierung. Roller wollte mit seiner Anstalt neue Maßstäbe setzen für eine bessere, humanere Zukunft auf dem Gebiet der Psychiatrie. Somit begann die Planung einer Heilanstalt für 410 Kranke auf dem 39 Morgen (ca. 14 ha) großen Gelände.
Ein Neubau ermöglichte die räumliche Trennung von männlichen und weiblichen Kranken. Aber es sollte nicht nur nach Geschlecht, sondern auch nach dem Grad der Erkrankung unterschieden werden. Die Unheilbaren bedurften besonderer Überwachung und ausbruchsicherer Räumlichkeiten, während nur leicht Gemütskranke ein relativ normales Leben führen sollten und keinerlei Einschränkung ihrer Bewegungsfreiheit unterlagen. Der junge Christian Roller forderte unter anderem den Ankauf von viel freiem Gelände um die Anstalt herum. Es sollten Nutzgärten für die Kranken angelegt werden; man wollte auf den Feldern nahe der Anstalt einen Teil des Obstes und des Gemüses selber anbauen, um zur Versorgung der Anstalt beizutragen. Auch die Stadtnähe und die im Bau befindliche Eisenbahnlinie waren wichtig für eine Anstalt im geplanten Ausmaß.

### Planung des Neubaus

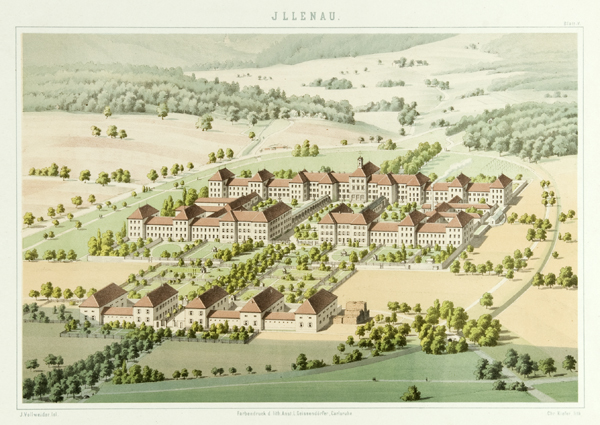
Gesamtansicht der Heil- und Pflegeanstalt Illenau 1865

Der großherzogliche Baurat Hans Voß wurde beauftragt, nach Rollers Gedanken die bautechnischen Plänen zu fertigen. In Anlehnung an den Architekten Friedrich Weinbrenner entstand Rollers Konzept eines wohlproportionierten, symmetrischen Gebäudekomplexes im klassizistischen Baustil. Hier sind besonders der systematische Aufbau der einzelnen Gebäudekomplexe und die Reinheit der Formensprache in der Fassadengestaltung zu erwähnen. Durch gut proportionierte Gebäude- und Fassadensprünge gelang es dem Architekt, eine feine Gliederung ohne Verwendung aufwendiger Ornamentik zu schaffen. Mit der Gestaltung der Arkadengänge im Zentrum der Anlage wird das antike Element am deutlichsten sichtbar. In ihrer Gesamtkonzeption stellt die Illenau, welche vielleicht als eines der letzten echten Bauwerke des Klassizismus zu bewerten ist, durch die Vereinigung der essentiellen Merkmale verschiedener klassizistischer Richtungen ein baugeschichtlich wertvolles Dokument dar.

### Genehmigung und Fortschreiten des Neubaus
Am 29. März 1836 wurden die Pläne unter Berücksichtigung der Änderungsvorschläge eines Oberbaurats Hübsch genehmigt. Der feierlichen Grundsteinlegung am 9. Juni 1839 gingen notwendige Geländearbeiten voraus. In den drei Jahren Bauzeit hielten sich bis zu 400 in- und ausländische Arbeiter in der Illenau auf. Das nötige Bauholz war im Schwarzwald vorhanden, und auch der Lehm für Backsteine fehlte nicht. In Oberachern wurden noch bis zum Ende des 20. Jahrhunderts der Lehm aus demselben Hügel wie damals abgebaut und zu Ziegeln gebrannt. Die Kosten für den Bau einer Straße von der Stadt zur Baustelle teilten sich die Staatskasse und die Stadt Achern. Es wurden zu dieser Zeit auch Pläne für den Gartenbau sowie die landwirtschaftliche Nutzung entworfen. Bei der Grundsteinlegung gab Großherzog Leopold von Baden dem ganzen Projekt in Anlehnung an den vorbeifließenden Illenbach den Namen Illenau.

## Anstaltsbetrieb

### Karl Hergt und Christian Friedrich Wilhelm Roller
Am 23. September 1842 eröffnete die Illenau. Unter Aufsicht des Assistenzarztes Karl Hergt kamen zunächst 49 Patienten aus einer Heidelberger Klinik nach Achern. Es folgten 242 weitere Kranke ebenfalls aus Heidelberg und auch aus Pforzheim. So entstand die sog. Illenauer Familie: eine besondere Gemeinschaft aus Kranken, Ärzten, Pflegenden, Geistlichen, Verwaltern, Handwerkern und Ökonomen. Roller legte großen Wert darauf, dass das Personal die Kranken vorbildlich behandelte.
Die Patienten mit leichteren Krankheitsverläufen konnten in den Gärten und in der näheren Umgebung spazieren gehen oder auch leichte Arbeit verrichten. Jede Abteilung hatte ihren eigenen Garten mit Blumenbeeten, die von den Kranken selbst gepflegt wurden. Für die als unheilbar Angesehenen gab es einen Spazierhof, der nach allen Seiten von hohen Mauern umgeben war. Im Sommer kam es auch des Öfteren vor, dass einer der Ärzte zusammen mit einigen Pflegern eine Gruppe Kranker zu Ausflügen mitnahm. Es fanden Wanderungen zu den Allerheiligen-Wasserfällen, zum Mummelsee und zu anderen Naherholungszielen statt. Roller erzielte mit dieser Methode große Erfolge. Das Krankenhaus Illenau gewann immer mehr Ansehen, da viele der Kranken als geheilt entlassen werden konnten. Bald kamen aus ganz Europa nach Genesung Suchende nach Achern; auch Mitglieder des in- und ausländischen Adels wurden hier von ihren psychischen Erkrankungen geheilt.
Das Einzugsgebiet der Illenau vergrößerte sich ständig, und wieder stand man dem Problem des Platzmangels gegenüber. Daher wurde die Anstalt ständig umgebaut, erweitert und den Bedürfnissen angepasst. In den Jahren 1902/1903 errichtete man etwas außerhalb gelegen zwei Landhäuser im Villenstil. Sie dienten der Unterkunft derer, die kurz darauf als geheilt entlassen werden sollten. Man unterschied zwischen dem Männer- und dem Frauen-Landhaus. Einige Jahre zuvor wurden der Rollerbau (1882) und der Hergtbau (1901) errichtet.
Roller leitete die Anstalt bis zu seinem Tod 1878. Sein langjähriger Freund und Kollege Karl Hergt übernahm daraufhin die Leitung der Anstalt. 1807 in Tauberbischofsheim geboren, kam der gelernte Apotheker 1835 als Assistenzarzt an die Heidelberger Anstalt. Zusammen mit Roller übersiedelte er 1842 in die Illenau. Während Roller als großer Organisator galt, übernahm Hergt die Aufgabe des Therapeuten. Hingebungsvoll kümmerte er sich um die Kranken, achtete auf jedes ihrer Worte und bemühte sich mit Liebe und starkem persönlichen Engagement um ihre Heilung. Er war für alle Ärzte der Illenau ein Vorbild an Geduld und Güte. Auch er blieb bis zu seinem Lebensende im Jahre 1889 der Illenau treu.

### Die Zeit von Heinrich Schüle
Die Reihe bedeutender Ärzte und Direktoren wurde von Heinrich Schüle fortgesetzt. Er wurde 1840 in Freiburg geboren und kam 1863 als Hilfsarzt in die Illenau. 1890 wurde ihm die Leitung der Anstalt übertragen. Im Vergleich zu seinen Vorgängern war er ein großer Wissenschaftler. Er wollte den Geist der Illenau bewahren und trotzdem die neuesten psychiatrischen Erkenntnisse und Heilmethoden einbeziehen. Auf dem Gebiet der Psychiatrie galt er im In- und Ausland als Kapazität. Zahlreiche Universitäten boten ihm Lehrstühle an und viele Irrenanstalten den Direktorensessel, aber Schüle war vollauf zufrieden mit seinem Platz in der „Illenauer Familie“. Er wurde zum Ehrenmitglied vieler europäischer wissenschaftlicher Gesellschaften ernannt. Sein Ruhm breitete sich über Belgien, Frankreich, Österreich, England bis nach Russland aus. Den jüngeren Ärzten imponierte sein reges Interesse an den jeweils jüngsten Forschungsergebnissen, die auf dem Gebiet der Psychiatrie erzielt wurden, und seine Aufgeschlossenheit gegenüber neuen Methoden. Trotz seiner intensiven wissenschaftlichen Arbeit hatte er ein Herz für die Kranken. So erreichte er 1906 die Neugründung des Hilfsvereins für entlassene Geisteskranke. Schüle starb 1916.
Auch noch ein anderer junger, später bekannter Arzt entstammte dieser Illenauer Schule: Bernhard von Gudden. Er übernahm 1855 die Leitung der neu gegründeten bayerischen Irrenanstalt in Werneck. Zusammen mit seinem berühmtesten Patienten, König Ludwig II. von Bayern, ertrank er unter ungeklärten Umständen im Starnberger See.

### Ernst Thoma und Hans Roemer, die Zeit von 1917 bis 1940
Die nächsten beiden Direktoren, Ernst Thoma (1917–1929) und Hans Roemer (1929–1940), leisteten keine Pionierarbeit auf dem Gebiet der Psychiatrie, und es war für sie sicher nicht leicht, im Schatten ihrer berühmten Vorgänger zu stehen. Dennoch kann man Thoma die Leistung zuschreiben, die Illenau heil durch die Jahre des Ersten Weltkrieges geführt zu haben. Auch die Zeit danach, die von wirtschaftlicher Unbeständigkeit und Lebensmittelknappheit geprägt war, wurde von Thoma und seinen Mitarbeitern vorbildlich gemeistert. Sein Nachfolger Hans Roemer aber hatte eine noch weitaus schwierigere Aufgabe. Er musste den Kampf um das Überleben der Illenau als Heil- und Pflegeanstalt führen. Hitlers Euthanasieerlass und der Zweite Weltkrieg bedeuteten jedoch sowohl für Roemer als auch für die Illenau das Ende ihrer Wirkungszeit. Als Roemer die Ausweglosigkeit der Situation erkennen musste, ließ er sich vorzeitig pensionieren. Er wollte selbst nicht aktiv an der Auflösung der Illenau und dem planmäßig herbeigeführten Tod von Patienten beteiligt sein.

## Pflegepersonal
Die zuvor genannten Direktoren hätten kaum der Illenau zu solchem Ruhm verholfen ohne die Hilfe des gesamten Personals. Es herrschten strenge Sitten innerhalb der Anstalt, Disziplinlosigkeit wurde sofort bestraft. Von den Pflegern und Pflegerinnen wurden Aufopferung, Diensteifer und Gewissenhaftigkeit gefordert. Dennoch war ein Posten in der Illenau sowohl in Achern als auch in der näheren Umgebung begehrt. Man war gerne bereit, sich der strengen Hausordnung zu unterwerfen, denn die Verdienstmöglichkeiten waren verlockend. Es war zu dieser Zeit auch selbstverständlich, dass der Lohn der Pfleger um einiges höher lag als der ihrer Kolleginnen. Eine weitere finanzielle Attraktivität sah man in den Trinkgeldern, denn die Angehörigen der reichen Pfleglinge waren sehr großzügig, wenn es darum ging, ihren Schützlingen jedwede Annehmlichkeit zu schaffen. Den Wünschen der Familie der Kranken konnte entsprochen werden, da auf eine Pflegeperson nur drei bis vier Kranke kamen. Um den hohen Anforderungen zu genügen, bedurften die Pfleger einer Ausbildung. In den ersten Jahren wurden sie, während einer Probezeit, von Fachkundigen unterrichtet und von einem Arzt in medizinischen Dingen unterwiesen. 1921 wurde dann eine Pflegeschule eröffnet, die zeitweilig auch das Personal anderer Anstalten ausbildete.
Verheiratete Pfleger durften auch auf die Bereitstellung einer Wohnung seitens der Anstalt hoffen, ein weiterer Grund, den ursprünglichen Gebäudekomplex immer wieder zu erweitern. Dies geschah mit Gespür und Rücksicht auf die Harmonie des Ganzen. Wer die Anlage heute betrachtet, wird nur schwer unterscheiden können zwischen der von Roller geplanten Einheit und dem später Hinzugekommenen.
Die Arbeit des Pflegepersonals gestaltete sich alles andere als leicht. Es war keineswegs einfach, stets geduldig und gütig mit den Kranken umzugehen, da diese unberechenbar waren. Fast täglich wurden Pfleger von Kranken beschimpft, gedemütigt oder gar tätlich angegriffen. Das Personal aber musste die Menschenwürde der Kranken achten, durfte sich nicht provozieren lassen und hatte die Aufgabe, in Liebe zu dienen. Wachsam schützten sie die Patienten vor sich selbst, denn Suizidversuche gehörten zum Alltag.

## Entwicklung

### Zeit des Nationalsozialismus
Schon kurz nach der Machtergreifung der Nationalsozialisten zeigte sich Anstaltspfarrer Anton Grumann in einem Schreiben vom 9. September 1933 an das Erzbischöfliche Ordinariat sehr hellsichtig. Er prognostizierte, dass die Nationalsozialisten mit der Zwangssterilisation Wege suchten, »die Geisteskranken aus dem Volksorganismus auszumerzen«. Aufgrund eines daraus resultierenden »Dienststrafverfahren wegen Entgegenarbeiten gegen das Gesetz der Unfruchtbarmachung« wurde Grumann 1935 seines Amtes enthoben. Ähnlich lautenden Widerspruch gegen das neue Regime kam auch von seinem evangelischen Amtskollegen Hans Trenkle. Im August 1936 stellte die Verwaltung deshalb die Seelsorge ein.
Hans Roemer bekam 1939 die Mitteilung, dass Patienten der Illenau mittels eines Sammeltransportes verlegt werden sollten. Zu Anfang glaubte man, der Grund dafür sei der geplante Westfeldzug. Doch bald schon ahnte Roemer, was wirklich vorgesehen war, und stellte sich mit aller Macht gegen den Euthanasieerlass. Er nahm Kontakt mit anderen Anstalten auf und beriet sich mit ihnen. Er forderte die Anerkennung der Illenau als mittelbadische Nervenklinik – ohne Erfolg. Roemer meldete sich krank und verzögerte dadurch den Abtransport der Kranken für kurze Zeit. Kaum war er wieder im Amt, wurde auch schon der Abtransport von 50 Kranken befohlen. Roemer bemühte sich, den Befehl zu umgehen, erreichte aber nur, dass arbeitsfähige und selbst zahlende Patienten verschont blieben. Am 18. Mai 1940 wurden die ersten Kranken abtransportiert, doch statt der gemeldeten 50 wurden 75 Kranke mitgenommen. Die Fahrt mit den später Graue Busse genannten Fahrzeugen ging zur NS-Tötungsanstalt Schloss Grafeneck, wo sie ermordet und eingeäschert wurden.
In der Illenau wurde man stutzig, als reihenweise die Todesnachrichten eintrafen, auch die willkürlich angegebenen Krankheiten, die als Todesursache dienten, wurden misstrauisch zur Kenntnis genommen. Roemer sah seine Ahnungen bestätigt und fühlte sich zum Teil mitverantwortlich am Tod dieser Menschen. Er beauftragte seine Kollegen, so viele Patienten wie eben möglich als geheilt zu entlassen. Es kam eine weitere Aufforderung an die Illenau, für den nächsten Transport 60 Patienten vorzubereiten, und Roemer wusste sich keinen Rat mehr. Er beriet sich mit dem evangelischen Stadtpfarrer von Achern. Daraufhin meldete er sich erneut krank und ließ sich vorzeitig in den Ruhestand versetzen. Nachdem Roemer aus dem Weg war, ging die „Räumung“ der Illenau zügig voran. Am 19. Dezember 1940 endete das Wirken der Illenau als Heil- und Pflegeanstalt.
Die Nationalsozialisten nutzten 1941 die Schule als Nationalpolitische Erziehungsanstalten für Mädchen (NaPoLa) und später als Reichsschule für Volksdeutsche. Fast vier Jahre lang lebten hier zwischen 400 und 500 Südtiroler Mädchen, deren Eltern 1940 für Deutschland optiert hatten. Sie wurden nach deutschen Schulplänen unterrichtet und zu Beginn vom katholischen Pfarrer aus Oberachern betreut. In einem separaten Gebäude waren 40 Mädchen aus Polen untergebracht; sie waren zum Teil gewaltsam hierher gebracht worden, um „eingedeutscht“ zu werden, da sie alle blond und blauäugig waren. Zwischen 1943 und 1944 war die Illenau eine Nationalpolitische Erziehungsanstalt für Jungen.

### Nachkriegszeit
1945 marschierte die französische alliierte Streitmacht in Achern ein und verfügte über die Illenau. Zunächst dienten die Gebäude als Unterkunft für polnische Zwangsarbeiter, die jetzt ihre Heimreise antreten sollten. Als man die Anstalt als Übergangslager nicht mehr benötigte, wurde sie von der französischen Besatzungsmacht zur Kaserne umfunktioniert. Sie erhielt den Namen „Quartier Turenne“. Bis zum 31. August 1994 behielt die Illenau diese Bestimmung.
Eine Bürgerinitiative Zukunft der Illenau entstand. Sie versucht, die Erinnerung an die große Bedeutung der Illenau wach zu halten und die Stadt Achern bei ihren Bemühungen um eine sinnvolle Nutzung zu unterstützen. Hierzu zählt auch die Einrichtung des Illenau-Gedächtniswegs im August 2002 und des Hansjakob-Wegs im Mai 2005.
Nach dem Wegzug der französischen Truppen kaufte die Stadt Achern am 18. März 1999 das Areal für drei Millionen DM vom Bund und versuchte, den großen Gebäudekomplex zu vermarkten. Im ehemaligen Küchenhaus befand sich bis Ende 2009 die Discothek Why Not, die den von der ursprünglichen Aufgabe herrührenden Namen Psychiatrie trug.
Ein Immobilieninvestor erwarb 2007 den Nordflügel und errichtete bis 2009 fünfzig Wohnungen. In das ehemalige Direktoratsgebäude zog Ende 2009 das Technische Rathaus der Stadtverwaltung ein. Im März 2010 fiel die Entscheidung, im verbliebenen freien Teil des Gebäudekomplexes die übrige Stadtverwaltung zusammenzuführen.
Zuvor wurden die ehemaligen Stallungen der Illenau in Privatinitiative restauriert und im März 2008 die Illenau-Werkstätten als offene Werkstätten für Kunst, Handwerk und Technik eingerichtet.
Nach und nach wurden weitere Gebäude an der Peripherie des Areals veräußert und unter Beachtung der Anforderungen des Denkmalschutzes neuen Bestimmungen zugeführt.
Die Patientenakten der Illenau sind nahezu vollständig erhalten und werden im Landesarchiv Baden-Württemberg, Staatsarchiv Freiburg, aufbewahrt.

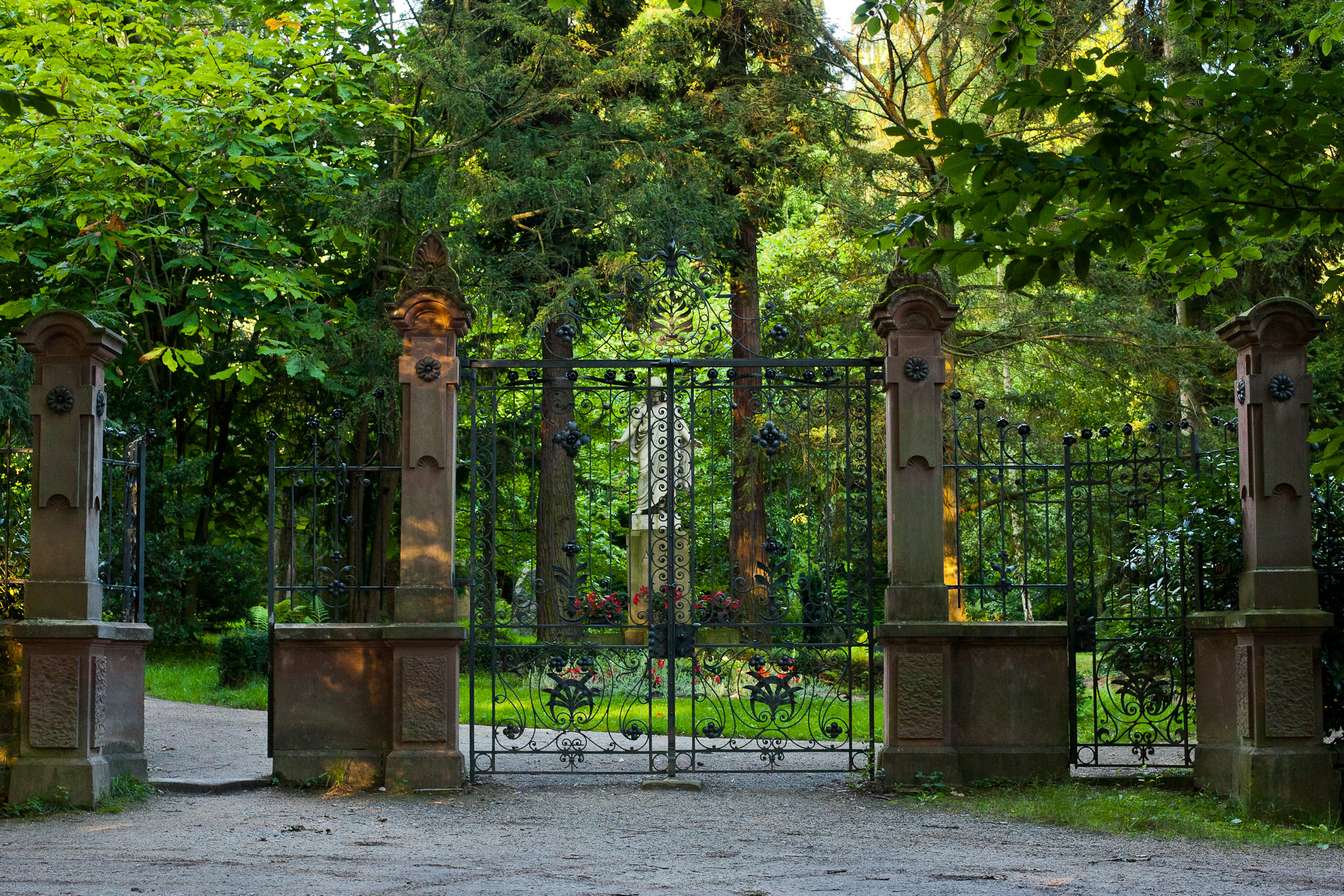
Eingang zum Waldfriedhof

## Bauwerke

### Illenauer Waldfriedhof
Viele Ärzte, Pfleger und Pflegerinnen und Patienten der ehemals Großherzoglich Badischen Landesirrenanstalt liegen auf dem Illenauer Waldfriedhof begraben, der 1859 gegründet wurde und heute unter Denkmalschutz steht. Er liegt in einem kleinen Wald nahe der Anstalt, enthält eine Auswahl an seltenen, zum Teil fremdländischen Bäumen und ist von einem hohen Zaun umgeben. Den Eingang schmückt ein großes, kunstvoll geschmiedetes Eisentor. Das erste, was der Besucher zu sehen bekommt, ist eine mächtige Statue von Bertel Thorvaldsen, halb von Bäumen verdeckt, hinter einem großen Blumenbeet. Sie stellt den die Arme ausbreitenden Christus dar.
Der linke Weg führt vorbei an efeubewachsenen Gräbern zu ein paar Stufen, die hinaufführen zu einer Art Gräbergalerie. Die Gräber unterscheiden sich in Größe und Ausstattung. Die reichen Patienten der ersten Klasse erhielten prachtvolle Gräber mit Skulpturen, liebevollen Inschriften und Einfriedungen kunstvoller Schmiedewerke. An die Mittellosen, die hier bestattet wurden, erinnern einfache Holzkreuze mit deren Namen, und selbst diese verblassten mit der Zeit bis zur Unkenntlichkeit. Es liegen Namenlose neben Adligen, Ärzte neben einem Hofschauspieler oder einem Hofmusikus und Pfleger neben einem Marschall oder einem russischen Offizier.

### Illenau Arkaden Museum
2015 wurde das Illenau Arkaden Museum eröffnet. Es setzt der Illenau ein Denkmal und mit ihr all den Menschen, die hier lebten und wirkten und in der Zeit des „Dritten Reiches“ dem nationalsozialistischen Verbrechen der Krankenmorde zum Opfer fielen. Historische Exponate, Texttafeln, Multimedia- und Hörstationen geben Einblicke in die Geschichte. Im Museum gibt es einen Gedenkraum für die Opfer der NS-Gewaltherrschaft, ein Mahnmal wurde Ende 2015 eingeweiht und ein Gedächtnisweg ist in Planung.

## Stiftungen
Viele der Patienten, die auf dem Illenauer Waldfriedhof ihre letzte Ruhe fanden, hinterließen der Anstalt einen Teil ihres Vermögens für die Grabpflege. Hieraus entstand die Friedhofsstiftung, die es ermöglichte, den Waldfriedhof ständig zu pflegen und zu erweitern. Es gab aber auch eine ganze Reihe anderer Stiftungen in Zusammenhang mit der Illenau. Es gab eine Weihnachtsstiftung, mit deren Mitteln Weihnachtsgeschenke für die Kranken und Armen der Umgebung gekauft wurden. Es gab die so genannte Vereinigte Stiftung, die Zuschüsse an bedürftige Patienten und deren Angehörige vergab. Ihre Träger waren u. a. von Reischach, Zeller, die russische Fürstin Bariatinski und von Gahlen. Einmal jährlich fand auch das „Gahlenfest“ statt: Ein Sommerfest für alle Kranken, Pfleger, Angestellten und Ärzte mit Musik, Theaterspiel und anderen Darbietungen. Die Hergt-Weidmannsche Stiftung bestand zu Gunsten des bedürftigen Personals und dessen Angehörigen. Die Schüle-Stiftung war als Erziehungsbeihilfe für Kinder von Patienten gedacht. Aus den Mitteln der Roller-Stiftung wurde der nach dem früheren Chefarzt genannte Rollerbau finanziert. Die Reymann-Diffené-Stiftung ermöglichte Stipendien für junge Anstaltsärzte, die auf Auslandsreisen ihr Wissen erweitern sollten.

## Persönlichkeiten

### Leiter
- 1842–1879: Christian Friedrich Wilhelm Roller
- 1879–1890: Karl Hergt
- 1890–1916: Heinrich Schüle
- 1917–1929: Ernst Thoma
- 1929–1940: Hans Roemer[8]

### Ärzte (Auswahl)
- 26. Juli 1851 – 27. April 1855 Bernhard von Gudden
- 1. Mai 1860 – 1865 Jean Paul Hasse
- 21. Mai 1864 – 21. Oktober 1868 Richard von Krafft-Ebing
- 1889 – 1895 Karl Dietz
- 16. Mai 1913 – 1934 Arthur Schreck

### Anstaltspfarrer (Auswahl)
- 1843–1863: Ernst Friedrich Fink (ev.)
- 1863–1877: Carl Ströbe (ev.)
- 1877–1882: Konrad Kayser (ev.), Vater von Conrad Kayser
- 1882–1888: Georg Hafner (ev.)
- 1888–1897: Theodor Achtnich (ev.)
- 1897–1926: Friedrich Brandt (ev.)
- 1915–1936: Anton Grumann (kath.)
- 1927–1936: Hans Trenkle (ev.)

### Anstaltsapotheker
- 23. Oktober 1906 – 25. Juli 1917 Ludwig Held (* 15. Januar 1873; † 25. Juli 1917)
- 1. November 1917 – 11. März 1938 Walther Zimmermann

### Patientinnen und -en (Auswahl) der Klinik
- Heinrich Amann (1785–1849), deutscher Jurist, Hochschullehrer und Bibliothekar
- Daniel Heinrich Willy (1786–1861), deutscher Jurist und Hochschullehrer
- Ernst Friedrich Gottschalk (1802–1851), deutscher Fabrikant und Politiker
- Franz Joseph von Buß (1803–1878), deutscher Jurist, Staatsrechtler, Politiker, Hofrat und Professor.
- Karl Friedrich Bender (1806–1869), deutscher Reformpädagoge
- Carl Geibel (1806–1884), deutscher Buchhändler und Verleger
- Adelbert von Bornstedt (1807–1851), Publizist und 48er Revolutionär
- Wilhelm Spangenberg (1808–1887), deutscher Jurist und Amtsvorstand
- Sabine Heinefetter (1809–1872), deutsche Opernsängerin
- Karl Georg Winkelblech (1810–1865), Chemiker und Nationalökonom
- Karl Bernhard Hundeshagen (1810–1872), Theologe
- Georg Pfeiffer (1825–1900), deutscher Verwaltungsbeamter
- Alexandra Amalie von Bayern (1826–1875), Prinzessin von Bayern
- Johann Woldemar Streubel (1827–1873), deutscher Militärschriftsteller
- Moritz Bolza (1828–1891), deutscher Jurist, Revolutionär und Mitglied des Deutschen Reichstags
- Karl Held (1830–1870), deutscher evangelischer Theologe
- Heinrich Hansjakob (1837–1916), deutscher Heimatschriftsteller und badischer Politiker
- Karl Julius Späth (1838–1919), Poet, Tüftler und Genie
- Samuel Oettli (1846–1911), Schweizer evangelischer Geistlicher und Hochschullehrer
- Paul Hegelmaier (1847–1912), Oberbürgermeister von Heilbronn
- Wilhelm Krauskopf (1847–1921), deutscher Radierer und Kunstpädagoge
- Emil Drach (1855–1902), deutscher Theaterschauspieler, -regisseur, -intendant und Autor
- Karl Heimburger (1859–1912), deutscher Lehrer und Politiker
- Ludwig Schmid-Reutte (1863–1909), österreichischer Künstler
- Franz Karl Bühler (1864–1940), deutscher Kunstschmied und Maler
- Ludwig Stutz (1865–1917), deutscher Genre- und Stilllebenmaler sowie Karikaturist
- Arthur Drews (1865–1935), Philosoph und Schriftsteller

### Belletristik
- Werner Adams: „Ich war nie, wie ich hätte sein sollen.“ Roman nach Krankenakten aus der Heil- und Pflegeanstalt Illenau. Verlag Johannes Petri, Basel 2012, ISBN 978-3-03784-019-1.
- Siegfried Stinus: Die Illenau, Band VI. Von der Illenau ins Wanderparadies der Goldenen Au. Achern 2017, ISBN 978-3-939538-23-3.

## Filme
- Frank König, Emre Özlü: Illenau: Die Geschichte einer ehemaligen Heil- und Pflegeanstalt. DVD (84 min) Visiris, 2017.